# Bulbophyllum orthoglossum
Bulbophyllum orthoglossum là một loài phong lan thuộc chi Bulbophyllum.